# Esplas
Esplas település Franciaországban, Ariège megyében. Lakosainak száma 105 fő (2022. január 1.). Esplas Brie, Durfort, Saint-Martin-d’Oydes, Saverdun és Unzent községekkel határos.

## Népesség
A település népességének változása:
| Lakosok száma | 96   | 104  | 72   | 90   | 95   | 98   | 103  | 107  | 106  | 105  |
|               | 1968 | 1982 | 1990 | 2006 | 2013 | 2015 | 2017 | 2019 | 2020 | 2022 |